# 智蘊

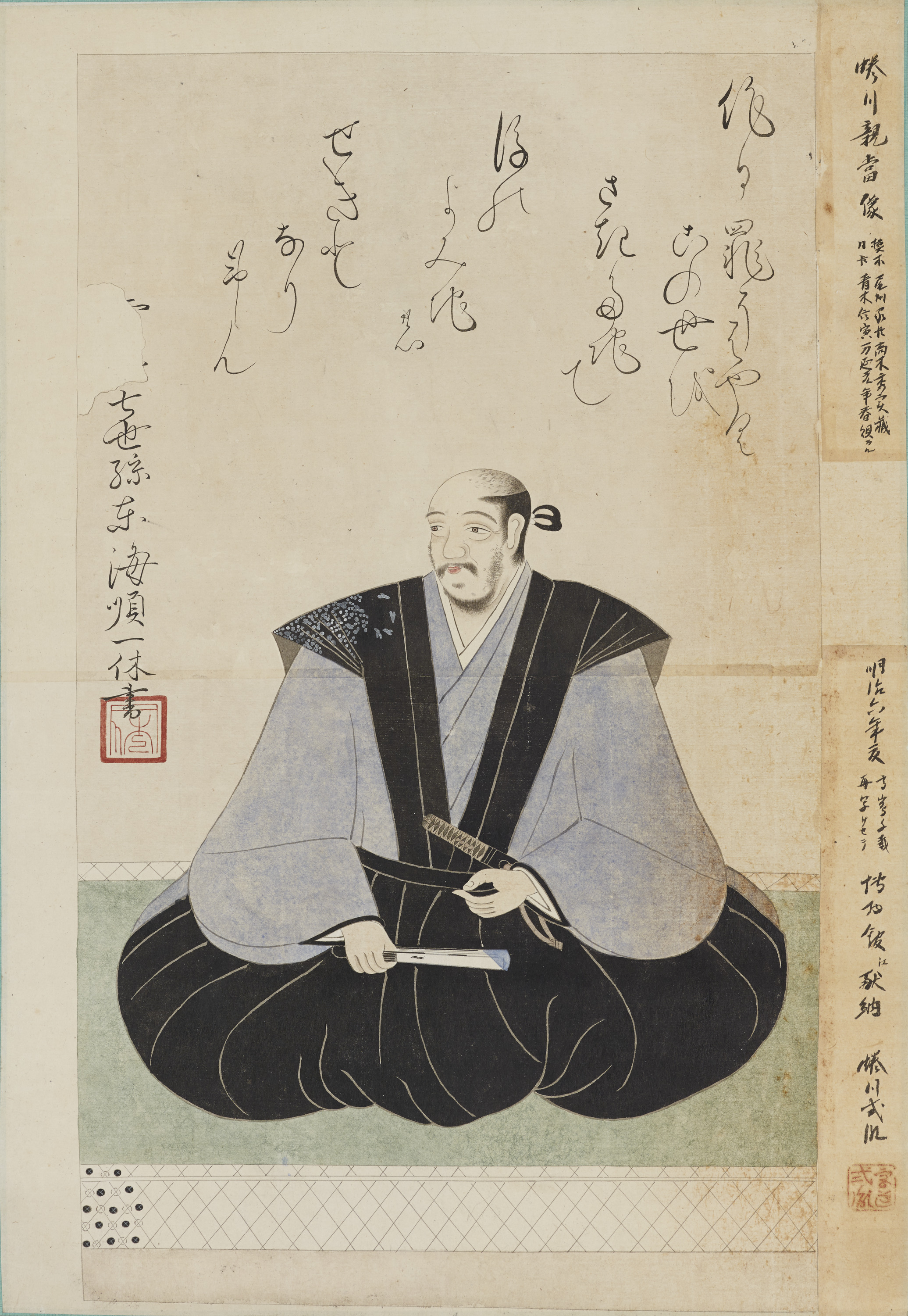
蜷川親当像（高島千載模、東京国立博物館所蔵）

智蘊（ちうん、生年不詳 - 文安5年5月12日〈1448年6月13日〉）は、室町時代中期の幕府吏僚、連歌師。俗名は蜷川 親当（）、通称新右衛門。法名は五峰とされ、智蘊は雅名。室町幕府の政所代を世襲する蜷川氏の出身で、蜷川親俊の次子。兄に貞繁、姉妹に伊勢貞国室、子に親元、岩松明純室がいる。一休宗純との親交により広く知られる。

## 経歴
応安（およそ1370年代前半）の頃まで越中国太田庄にあった。足利義教の政所公役を務めたが、義教の死後出家、智蘊と号した。和歌を正徹に学ぶ。正徹の『正徹物語』下巻「清巌茶話」は彼の聞書きとされている。
連歌では、1433年（永享5年）の「永享五年北野社一日一万句連歌」を初出として、多くの連歌会に参加。宗砌と共に連歌中興の祖と呼ばれた。連歌集に『親当句集』があるほか、『竹林抄』『新撰菟玖波集』に入集している。宗祇が選んだ連歌七賢の一人。
子の親元が記した『親元日記』には、智蘊と一休宗純の親交が記録されている。なお智蘊は、アニメ『一休さん』に登場する蜷川新右ェ門のモデルとなったが、実際の一休と交流があったのは出家後の晩年である。
墓所は宮道氏の京都真如堂（京都市左京区浄土寺真如町）に、墓碑は蜷川氏の菩提寺である最勝寺（富山県富山市蜷川）にある。